# Duesen Bayern
Duesen Bayern war eine japanische Automarke.

## Markengeschichte
Eine Quelle gibt als Hersteller Shallinco Co. Ltd. mit Sitz in Anjō an. Auto Bild nennt dagegen die Stadt Nagoya. Der Hersteller gab auf seiner Internetseite die ins Englische übersetzte Firmierung Wheel warehouse Co. Ltd. und das Gründungsdatum 13. September 2001 an.
Eine Quelle gibt die Bauzeit mit 2002 bis 2008 an. Der Bericht in der Auto Bild stammt von Januar 2004. Damals wurde ein Vorführmodell gefahren. Der Export nach Europa war zumindest geplant.
Genannt werden die Personen Yasunaga Yasunaga, Haruo Yoshimatsu, Hidetoshi Ochi und Masanobu Fukushima. Kenji Takehora war für Public Relations zuständig und Kudo Takuya der Chefdesigner.
Der Markenname ist eine Zusammensetzung von Duesen für die US-amerikanische Marke Duesenberg und dem deutschen Bundesland Bayern, Herkunft von BMW.

## Modellübersicht

### Duesen BayernMystar
Der Mystar war das erste Modell der Marke. Die Basis bildet der BMW Z3. Das Äußere hatte einen Mercedes-Benz 190 SL zum Vorbild. Die Türen wurden übernommen, aber anders geformte Kotflügel, die Motorhaube und der Heckbereich bestanden aus Fiberglas. Der Vorderwagen bestand aus einem Teil und ließ sich vollständig öffnen. Auto Bild nennt einen Sechszylindermotor von BMW mit 2979 cm³ Hubraum, 231 PS Leistung und Fünfstufenautomatik. Das Fahrzeug war 466 cm lang, 175 cm breit und 128 cm hoch. Als Radstand sind 2445 mm angegeben und als Leergewicht 1380 kg.

### Duesen BayernRitz
Der Ritz war ein Kleinwagen, der von vorne dem älteren Fiat Nuova 500 ähnelte. Von hinten wich er vom Original jedoch weit ab. Technisch basierte er auf dem Nissan Micra.

### Duesen BayernAgnes
Daneben wird der Agnes genannt. Er basierte ebenfalls auf dem BMW Z3.